# Turja (přítok Sosvy)
Turja (rusky Турья) je řeka ve Sverdlovské oblasti v Rusku. Je 128 km dlouhá. Povodí řeky má rozlohu 1 160 km².

## Průběh toku
Pramení na Severním Uralu. Ústí zprava do Sosvy (povodí Obu) na 372 říčním kilometru.

## Vodní režim
Zdroj vody je smíšený s převahou sněhového. Průměrný roční průtok vody ve vzdálenosti 72 km od ústí činí 2,64 m³/s. Zamrzá v první polovině listopadu a rozmrzá na konci dubna až v první polovině května.

## Využití
Voda z řeky se využívá pro zásobování průmyslu a bytů. Na řece se nachází Bogoslovská přehrada (rozloha 6 km²) a leží na ní města Karpinsk a Krasnoturjinsk.